# Les Contes de Viterbury
Pour plus de détails, voir Fiche technique et Distribution.
Les Contes de Viterbury (I racconti di Viterbury - Le più allegre storie del '300) est un decamerotico italien à sketches réalisée par Mario Caiano et sortie en 1973.
Le titre se réfère au film Les Contes de Canterbury (1972) de Pier Paolo Pasolini, inspiré des Contes de Canterbury (1387-1400) du poète anglais Geoffrey Chaucer.

## Synopsis
Le film se compose de sept sketches. Dans le premier, Messer Antonio, inexpérimenté avec les femmes, passe sa première nuit d'amour avec sa belle-mère.
Dans le second, Menico da Pistoia est amoureux de la fille de son ennemi guelfe Jacopo della Quercia : Tonia. Il tente à chaque fois de grimper à sa fenêtre, mais une série de chutes douloureuses convainc Menico d'abandonner l'entreprise.
Dans le troisième sketch, un dindon diabolique gâche l'histoire d'amour entre une épouse infidèle et un frère exorciste.
Dans le quatrième sketch, Monna Fiora trompe sa mère pour conquérir son petit ami.
Dans le cinquième, Gallinella, la femme de Nicolò, a peur de passer une nuit d'amour avec son mari, mais lorsqu'elle y parvient, l'homme n'en ressort pas vivant.
Dans le sixième sketch, une femme, avec le consentement de son mari, se donne à différents meuniers pour obtenir du travail.
Dans le septième et dernier sketch, Cecco da Viterbo se débarrasse d'un homme qui voudrait le contraindre à un mariage réparateur avec sa propre sœur.

## Fiche technique
- Titre français : Les Contes de Viterbury[1]
- Titre original italien : I racconti di Viterbury - Le più allegre storie del '300[2]
- Réalisation : Mario Caiano (sous le nom d'« Edoardo Re »)
- Scénario : Mario Caiano
- Photographie : Giovanni Ciarlo
- Montage : Claudio Cutry
- Musique : Franco Bixio
- Costumes : Riccardo Domenici (it)
- Maquillage : Carlo Sindici
- Société de production : Jarama Film
- Pays de production :  Italie
- Langue originale : italien
- Format : Couleurs par Eastmancolor
- Genre : Decamerotico à sketches
- Durée : 92 minutes
- Date de sortie :
  - Italie : 29 mai 1973
  - France : 23 août 1974

## Distribution
- Rosalba Neri : Bona
- Christa Linder : Fiora
- Peter Landers : l'exorciste
- Toni Ucci : Nicolò
- Giacomo Rizzo : Minchiotto
- Orchid De Santis : Amanda
- Mario Frera : le mari de Bona
- Clara Colosimo : la mère de Fiora
- Fausto Di Bella : Menico da Pistola
- Linda Sini : Madonna Brenda
- Raika Juri : Tonia
- Carla Mancini : servante
- Tommy Polgár : Agnolo
- Lorenzo Fineschi : Baccio da Rovigo
- Poldo Bendandi : Jacopo de Monteroni
- Pietro Ceccarelli (it) : Puccetto Corsini
- Dante Cleri : le médecin
- Fortunato Cecilia : Chiappe d'oro
- Gianni Ottaviani : Antonio
- Enzo Rinaldi : le véritable évêque
- Rosemarie Lindt : la femme de Nicolo